# Power Instinct
Power Instinct (豪血寺一族, Gōketsuji Ichizoku, "O Clã Gōketsuji") é uma série de jogos de luta criada pela Atlus iniciada em 1993. 

## Início
No início dos anos 90, a ATLUS criou um de seus primeiros jogos de luta ao estilo "Street Fighter", porém com personagens mais chamativos e estranhos como uma forma de concorrer com a CAPCOM e seu principal jogo de luta. Sua jogabilidade, assim como seu rival da CAPCOM era parecido, mas com muitas diferenças como cenários animados, músicas interessantes, personagens muito esquisitos e além do mais, quebrou certos tabus como por exemplo, tendo como sua principal protagonista, uma senhora idosa de nome Otane Goketsuji.

## Jogabilidade
O jogo usa um layout de quatro botões, dois botões para socos e dois para chutes. Cada personagem tem seu próprio cenário, ataques e movimentos especiais. Os movimentos especiais são realizadas através de combinações de movimentos do joystick e botões.
Todas as etapas são mais largos do que parecem. Quando os objetos nos cantos estão quebrados, o próprio cenário se expandida, tornando um campo maior de jogo.
O jogador irá lutar contra todos os personagens e, a cada quatro partidas, terá a oportunidade de jogar uma das duas fases de bônus. Um deles consiste em bater fora Kurokos que correm na tela,  eo outro envolve a quebra de vidros jogados ao redor da tela em determinadas ordens.
Quando todos os personagens tenham sido derrotados, o jogador vai continuar a enfrentar Oume, a líder do clã atual, e uma vez que ela é derrotada, o final de cada personagem é mostrado.

## Desenvolvimento
| Cargo           | Nome Domingos       |
| --------------- | ------------------- |
| Produtor        | Fuuuu               |
| Sub-Produtor    | Chuuko              |
| Programadores   | Mako MK2            |
| Programadores   | 680*0 Freak Yan     |
| Sound           | Dencyu              |
| Front Designers | Pa Pi Pu Pe         |
| Front Designers | Masada-M            |
| Front Designers | Super K!            |
| Front Designers | Yie-Yah!            |
| Front Designers | Ohryu-S             |
| Back Designers  | [Chikuwa] Henacyoko |
| Back Designers  | Moto. I             |
| Back Designers  | Range               |
| Back Designers  | Asaki               |

## História
O clã Goketsuji. . . A cada cinco anos, organiza um torneio de combate corpo-a-corpo que é realizada para determinar quem é o lutador mais forte.
O lutador é então escolhido para se tornar o líder do clã Goketsuji.
Qualquer um que é um descendente do clã Goketsuji pode entrar.
Sua líder atual, Oume Goketsuji, tem defendido o seu reinado por mais de 60 anos.
Para todos os participantes, uma atendente chamada Kuroko é atribuída a cuidar de todas as suas necessidades.
Mais uma vez, o atual líder, 78 anos de idade Oume, tentará defender seu título.
No entanto, desta vez, Otane, sua irmã mais nova, que fugiu de casa anos atrás, também entrou no torneio como bem e ela tende a derrotar a Oume para que ela possa ganhar o controle sobre o clã Goketsuji.
Só os fortes vão sobreviver nesta luta! 

## Personagens
- Angela Belti: Uma bela, enorme e musculosa mulher, descendente de italianos, apaixonada por heavy metal, fisiculturismo e lutas de vale tudo com a qual consegue ganhar algum dinheiro para se sustenta, mesmo sendo uma mulher, ela é boa de briga, mas até do que muitos homens, seu maior sonho é poder ficar muito rica e poder ter uma vida digna e luxuosa, por isso entra no torneio com o intuito de derrotar a líder do clã Goketsuji e assim obter seus objetivos.
- Annie Hamilton: Annie é uma jovem muito bonita, nascida na Inglaterra e filha de uma família muito rica, por ter recebido uma educação de rico e ter sido muito mimada, as vezes gosta de ser mandona e arrogante, mas ao mesmo tempo é uma pessoa calma e que gosta de animais, e atualmente possui seis cães, quatro gatos, três cavalos e uma tartaruga chamada Kensington. É muito amiga de Angela Belti e Otane, quando essa está em sua forma jovem!!!
- Keith Wayne: Vindo dos Estados Unidos da América , Keith Wayne é um jovem que é egoísta e vaidoso. Era uma vez um jovem incompreendido que uma vez correu com uma gangue. Mas o amor forte e sem rivalidade do seu pai era o que o fez sair desta vida. Seu único e melhor amigo só foi o líder da gangue (ele ainda sai com esse amigo de vez em quando). Keith é um playboy que gosta de flertar com as mulheres, o que é uma das razões que ele entra no torneio Goketsuji, embora seu enorme ego é o que muitas vezes acaba por afastá-los. Mas em um dos torneios, ele encontrou Annie Hamilton, o amor de sua vida e, desde então, ele foi determinado a provar que ele é o cara certo para ela.
- Otane Goketsuji: Devido ao seu espírito indomável, Otane Goketsuji (豪血寺お Gōketsuji Otane ) tornou-se super-humana. Ela é misteriosa e reservada para que você nunca pode saber o que ela está tramando. Otane teve uma infância triste, onde ela foi constantemente repreendido e abusado por sua irmã mais velha, Oume e devido à sua relativa fraqueza para lutar para trás, sua própria mãe, Oshima, não prestou muita atenção a ela. Sua irmã mais velha parecia odiá-la com uma paixão ... um dia, na idade de 6, enquanto passeava na floresta, Oume subitamente atacado Otane e enterrou-a viva. Felizmente para Otane, um velho fazendeiro estava perto do lugar e ouvi-la chorar a distância, fazendo com que o agricultor viesse em seu auxílio e salvá-la. Ao ver que sua tentativa de se livrar de sua irmã mais nova tinha falhado, Oume voltou mais agressiva e violenta com Otane. Depois de muitos anos enfrentando abusos de Oume e a indiferença mesquinha de sua mãe, Otane decidiu sair de casa com a idade de 15 anos, apenas uma coisa em mente: treinar sem parar para que um dia, ela poderia vencer Oume e provar que ela é uma líder digna do clã Goketsuji.
- Oume Goketsuji: é sobre-humana. Em qualquer caso, ela é assustadora. Para dominar seus ataques misteriosos, ela limitou-se às montanhas. Além disso, ela tem uma presença estranha e sobrenatural sobre ela e há boatos de que ela pode praticamente transformar seus oponentes em pedra apenas pelo olhar em seus olhos. Cruel, egoista e muito tiranica, é a atual líder do clã Goketsuji e o governa com mãos de ferro, sem compaixão ou piedade, é uma senhora praticamente voltada para o mal.
- Reiji Oyama: é muito simples e honesto lutador japonês e é fanático o treinamento final. Ele não se dá bem com detalhes, mas sobressai nos jogos de força física. Ele trabalha a tempo parcial para uma empresa de construção civil a exercer o seu excesso de energia. Ele é um pouco uma paródia do Ryu de Street Fighter e muitos guerreiros do karate como Ryo Sakazaki e Robert Garcia de Art of Fighting.
- Saizo Hattori é um escuro ninja que guarda suas emoções escondidas. Ele normalmente se esconde atrás de uma máscara de ninja para evitar o contato com outros, embora em algumas ocasiões, o seu emprego a tempo parcial exige que ele aparecer no palco em um traje animal. Ele não está relacionado com Hanzou Hattori nem de World Heroes ou Hattori Hanzo de Samurai Shodown de qualquer forma.
- Thin Nen: é um violento monge Shaolin com desejos obscenos. Este homem religioso que estudou rituais antigos para ganhar poderes místicos. Ele fará tudo que puder para conseguir o que quer, seja mulher, comida ou dinheiro. Ele não tem medo de nada.
- White Buffalo: White Buffalo é um indio nativo americano que tenta proteger os direitos do seu povo a qualquer custo. Um homem de poucas palavras, ele aprecia as pequenas coisas da vida.